# Довгі хвилі

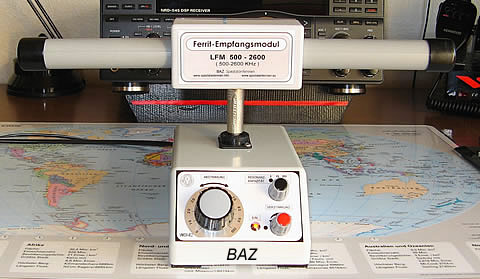
Експериментальна установка для прийому довгих та середніх хвиль на магнітну (феритову) антену.

До́вгі хви́лі (англ. Low frequency, LF) — діапазон радіохвиль із частотою від 30 кГц (довжина хвилі 10 км) до 300 кГц (довжина хвилі 1 км), також відомий як кілометровий діапазон або кілометрові хвилі.
Довгі хвилі поширюються на відстані до 1—2 тис. км за рахунок дифракції на сферичній поверхні Землі. Хвилі такої довжини здатні обігнути Земну кулю.

## Використання
У Європі, Північній Африці, Росії і Монголії довгі хвилі від 148,5 до 283,5 кГц використовують для місцевого і міжнародного радіомовлення. Довгі хвилі також використовуються для аматорського радіозв'язку (135,7 та 137,8 кГц).

## Деякі радіостанції
| Частота | Передавач               | Країна          | Місце                   | Потужність                                  |
| ------- | ----------------------- | --------------- | ----------------------- | ------------------------------------------- |
| 153 кГц | Deutschlandfunk         | Німеччина       | Donebach                | jour : 500 kW                               |
| 153 кГц | Radio Romania           | Румунія         | Брашов                  | 1200 kW                                     |
| 153 кГц | NRK Finnmark            | Норвегія        | Ingoy                   | 100 kW                                      |
| 162 кГц | France Inter            | Франція         | Аллуї                   | — (мовлення припинено наприкінці 2016 року) |
| 171 кГц | Radio Medi              | Марокко         | Nador                   | 2000 kW                                     |
| 171 кГц | Радио Россия            | Росія           | Калінінград             | 1200 кВт                                    |
| 177 кГц | Deutschlandradio Kultur | Німеччина       | Целендорф               | — (мовлення припинено 2017 року)            |
| 183 кГц | Europe 1                | Німеччина       | Felsberg                | 2000 kW                                     |
| 189 кГц | RÚV                     | Ісландія        | Hellissandur            | 300 kW                                      |
| 189 кГц | RAI                     | Італія          | Caltanissetta           | 10 kW                                       |
| 198 кГц | BBC Radio 4             | Велика Британія | Droitwich               | 500 kW                                      |
| 198 кГц | BBC Radio 4             | Велика Британія | Burghead                | 50 kW                                       |
| 198 кГц | BBC Radio 4             | Велика Британія | Westerglen              | 50 kW                                       |
| 198 кГц | Radio Polskie           | Польща          | Raszyn                  | 500 kW                                      |
| 207 кГц | Deutschlandfunk         | Німеччина       | Aholming                | 500 kW                                      |
| 216 кГц | Radio Monte Carlo       | Франція         | Румуль                  | 1200 кВт                                    |
| 225 кГц | Radio Polskie           | Польща          | Solec Kujawski          | 1000 kW                                     |
| 234 кГц | RTL                     | Люксембург      | Beidweiler              | 2000 kW                                     |
| 243 кГц | Danmarks Radio          | Данія           | Kalundborg              | 300 kW                                      |
| 252 кГц | Chaîne 3                | Алжир           | Tipaza                  | 1500 kW                                     |
| 252 кГц | RTÉ Radio 1             | Ірландія        | Émetteur de Clarkestown | 500 kW                                      |
| 261 кГц | Transmitter Burg        | Німеччина       | Burg                    | 200 kW                                      |
| 261 кГц | Радио Россия            | Росія           | Талдом                  | 2500 kW                                     |
| 270 кГц | ČRO 1 — Radiožurnál     | Чехія           | Topolna                 | 500 kW                                      |
| 279 кГц | Musicmann 279           | Мен             | Ramsey                  | 500 kW                                      |
| 279 кГц | БР1                     | Білорусь        | Мінськ                  | 500 kW                                      |